# جمعية هواة الراديو (البحرين)
جمعية هواة الراديو من البحرين (بالإنجليزية: Amateur Radio Association of Bahrain)‏ هي منظمة غير ربحية وطنية لهواة الراديو ويقع مقرها في المنامة عاصمة مملكة البحرين. رئيس الجمعية هو عادل خليفة عيد.
تستخدم الجمعية الاختصار باللغة الإنجليزية كاسم دولي. تدير الجمعية المكتب كيو إس إل لأولئك الأعضاء الذين يتواصلون بشكل منتظم مع مشغلي أجهزة اللاسلكي الهواة في بلدان أخرى. الجمعية تمثل مصالح مشغلي هواة الراديو على الموجات القصيرة والمستمعين في البحرين قبل هيئات الاتصالات السلكية واللاسلكية الوطنية والدولية التنظيمية. الجمعية تمثل البحرين كعضو في الاتحاد الدولي لهواة الراديو.